# Boy (album)
Boy je prvi glasbeni album irske rock glasbene skupine U2, ki je bil izdan 20. oktobra 1980.

## Seznam pesmi
1. »I Will Follow« – 3:36
2. »Twilight« – 4:22
3. »An Cat Dubh« – 6:21
4. »Into the Heart« – 1:53
5. »Out of Control« – 4:13
6. »Stories for Boys« – 3:02
7. »The Ocean« – 1:34
8. »A Day Without Me« – 3:14
9. »Another Time, Another Place« – 4:34
10. »The Electric Co.« – 4:48
11. »Shadows and Tall Trees« – 4:36